# Marchesato di Gavi
Il marchesato di Gavi fu un antico stato obertengo dell'Italia medioevale, sorto dallo smembramento dei territori che furono della Marca Obertenga.

## La storia

### Origini
In seguito ai numerosi figli di Oberto II Obertengo la Marca Obertenga si incominciò a frazionare tra i diversi eredi e un ramo con a capo Guido Obertengo nel 1100 venne nominato marchese di Gavi e la sua investitura fu confermata da Enrico IV di Franconia. Nel periodo di massima espansione dipendevano dal marchesato:
- Gavi
- Tassarolo
- Pasturana
- Rigoroso
- Sottovalle
- Voltaggio
- Carrosio
- Fraconalto
- Bosio
- Savignone
- Isola del Cantone
- Vobbia

Dopo di la morte di Federico Barbarossa, amico e protettore dei marchesi il marchesato cadde in decadenza e nel 1202 venne in gran parte annesso alla Repubblica di Genova.
La famiglia Marchione degli Obertenghi grazie a importanti matrimoni con le famiglie genovesi dei Malaspina, dei Di Negro, degli Spinola e dei Grimaldi si garantì importanti alleati nei feudi vicini e nella Repubblica di Genova.

## Marchesi obertenghi
- Alberto (morto nel 1014)
- Alberto detto "Rufo" (morto dopo il 1094)
- Giacomo (?)
- Alberto I (morto prima del 1175)
- Manfredo (morto prima del 1181)
- Guglielmo (morto dopo il 1198)
- Giovanni (morto prima del 1202)
- Guido (morto prima del 1202)
- Giovanni (morto prima del 1231)
- Guglielmo (morto dopo il 1232) che sposò Lia del Prete Zaccaria
- Oberto (Obizzo) (morto dopo il 1233)
- Alberto II (morto dopo il 1218)
- Alberto III (morto nel 1269 ca.) che sposò Caracosa Malaspina
- Giacomo (morto prima del 1274)
- Federico (morto dopo il 1278) che sposò Sibilla Di Negro
- Enrico (morto dopo il 1274)
- Manfredo (morto dopo il 1289) che sposò nel primo matrimonio Agnese Spinola e nel secondo matrimonio Verdina Grimaldi.
- Percivalle (morto dopo il 1295)